# Capnia shirahatae
Capnia shirahatae är en bäcksländeart som beskrevs av Kohno 1952. Capnia shirahatae ingår i släktet Capnia och familjen småbäcksländor. Inga underarter finns listade i Catalogue of Life.